# BMW X5 (E70)
BMW E70 — друге покоління баварського кросовера BMW X5.

## Опис

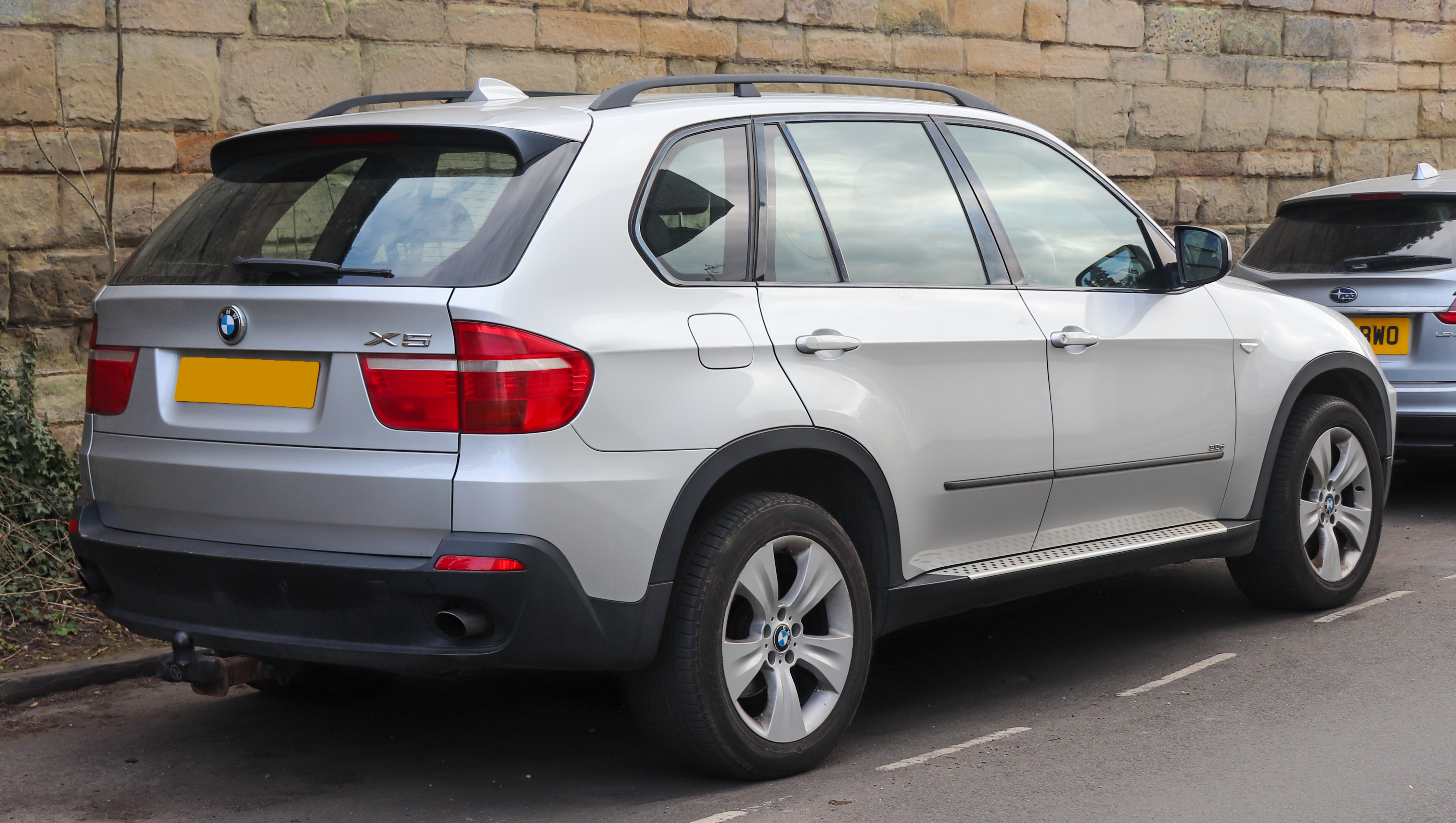
BMW X5 (2007—2010)

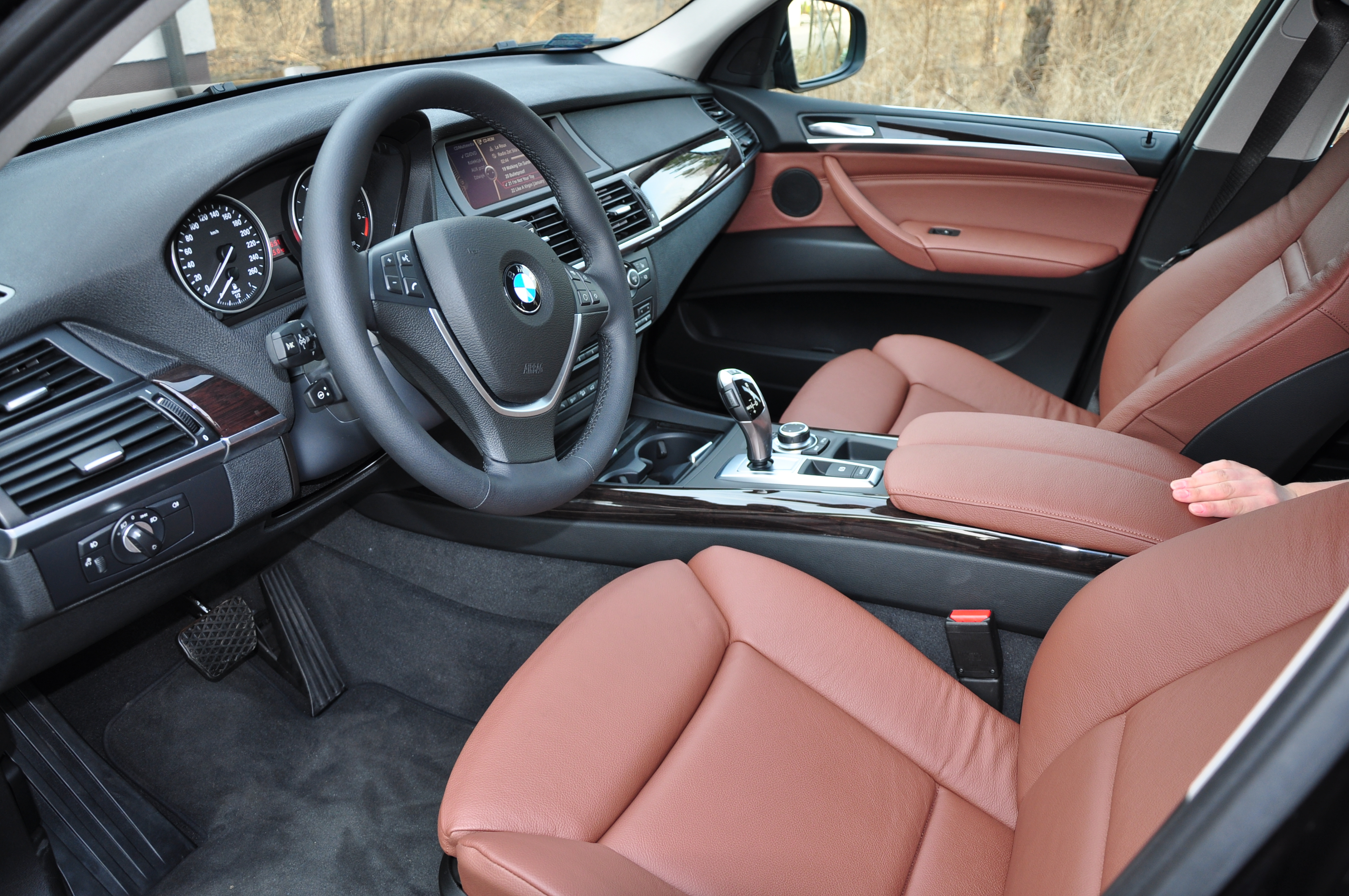
Салон BMW X5

Автомобіль був представлений в серпні 2006 року на автосалоні в Парижі. Продажі стартували в листопаді 2006 року в Північній Америці і на початку 2007 року в Європі. Як і попередник E53 друге покоління збиралося на заводі в США.
Перехід в 2006 році на новий кузов E70 в черговий раз привів до оновлення моторного ряду. Сучасна гамма двигунів — два турбодизеля 231 к.с. і 286 к.с. та бензинові: 3,0 л рядна шістка потужністю 272 к.с. і 4,8 л V подібна вісімка потужністю 355 к.с. Остання розганяє X5 від 0 до 100 за 6,5 секунд.
На прохання американських водіїв, місць в автомобілі стало сім. Не зважаючи на це, довжина машини не дуже збільшилася. Модель з мотором на 4,8 літра йде в комплекті із спорт-пакетом, що додає автомобілю велику схожість з істинно спортивною машиною.
Автомобіль BMW X5 (E70) обладнаний всілякими електронними системами. У базове оснащення машини входить:
- Система повного приводу Xdrive зі змінним моментом, що крутить.
- Система динамічного контролю стійкості DSC.
- Антиблокувальна система ABS.
- Система диференціального гальмування АБР-X.
- Система автоматичного контролю стійкості ASC-X.
- Система контролю стійкості при проходженні поворотів CBC.
- Система динамічного контролю за гальмуванням DBC.
- Система обмеження швидкості спуску HDC.
- 6 подушок безпеки.

Восени 2009 року виготовлено обмежену серію BMW X5 Edition 10 в кількості 500 автомобілів.

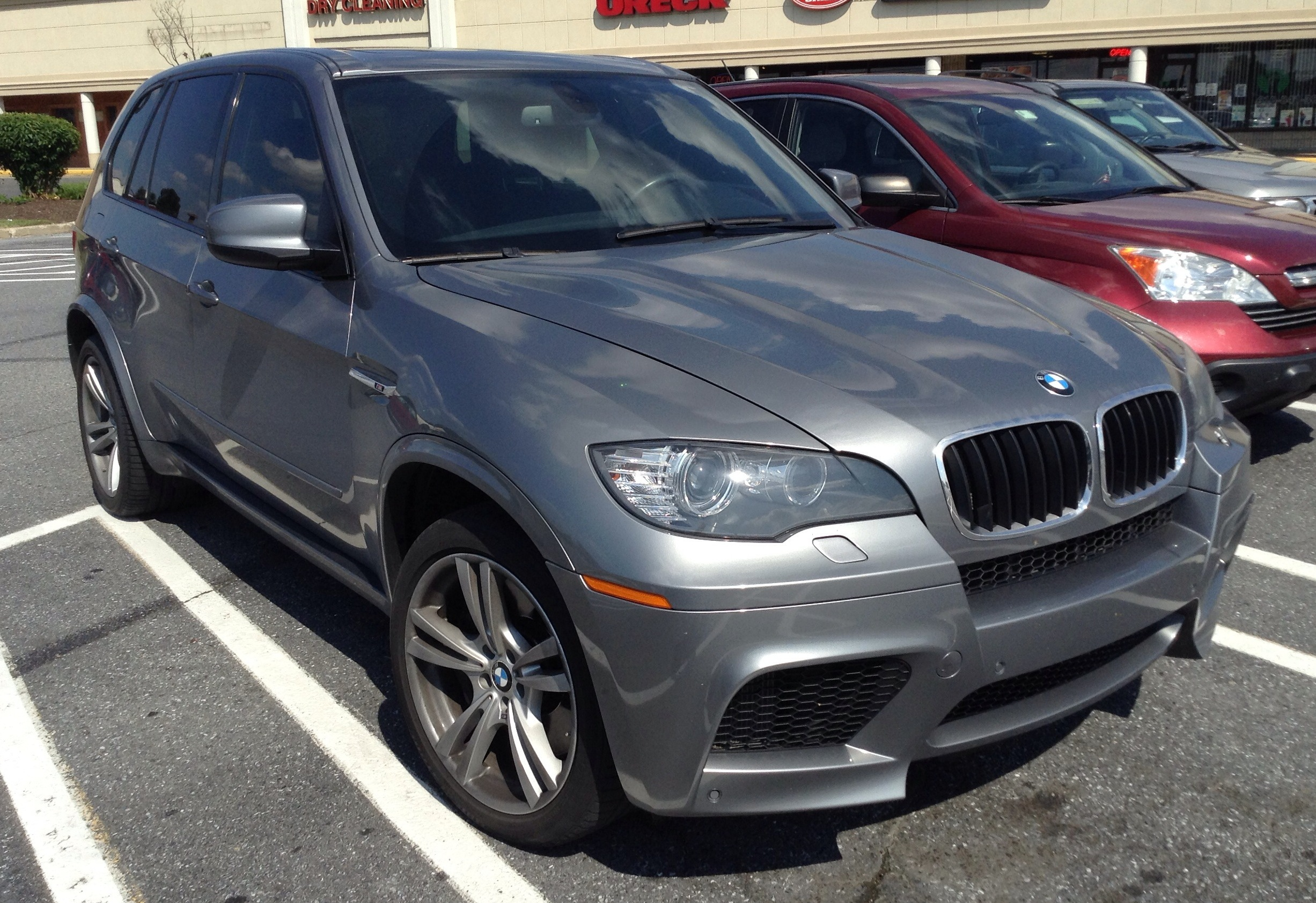
BMW X5 M (2009—2013)

### X5 M

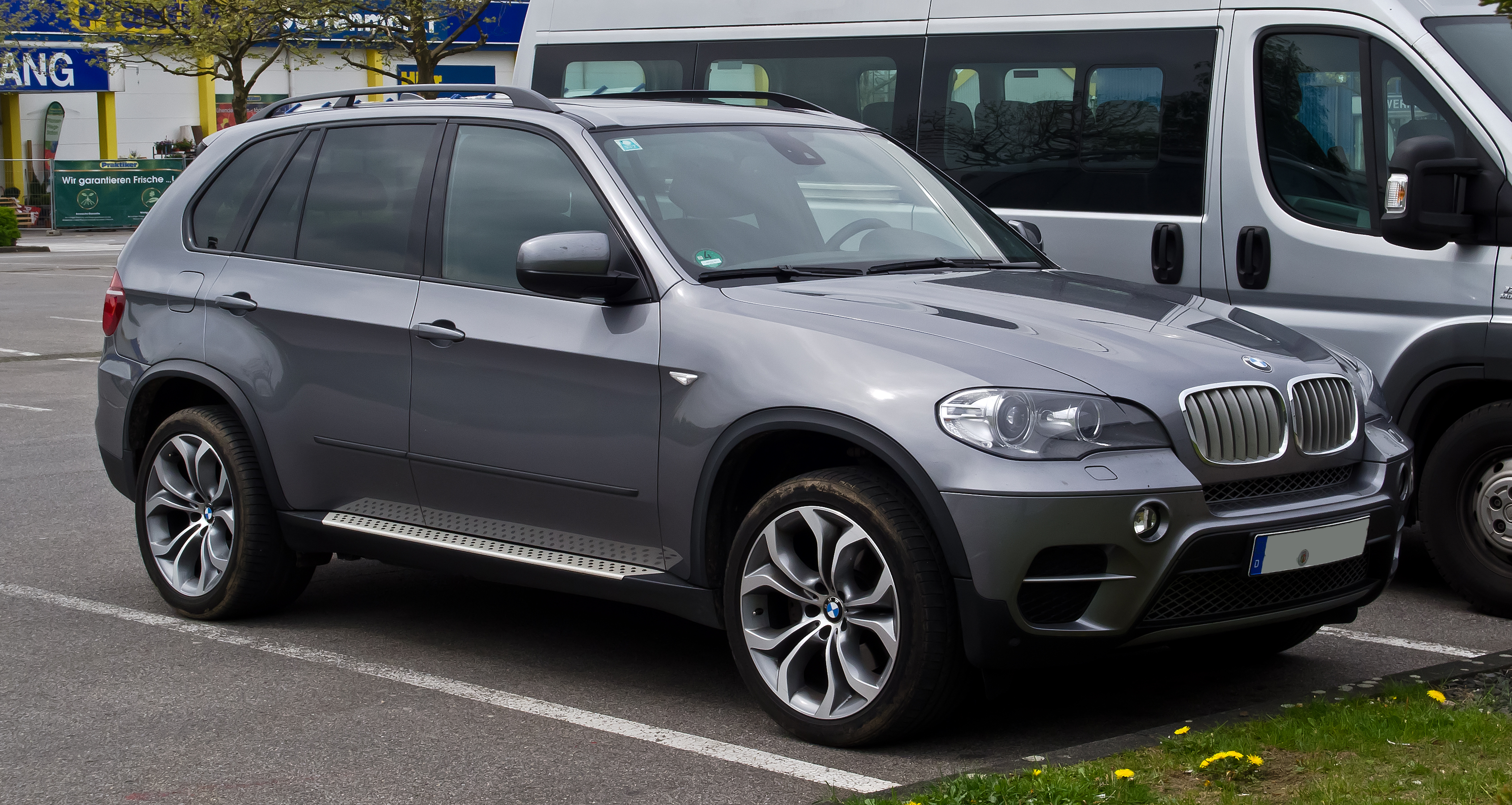
BMW X5 (2010—2013)

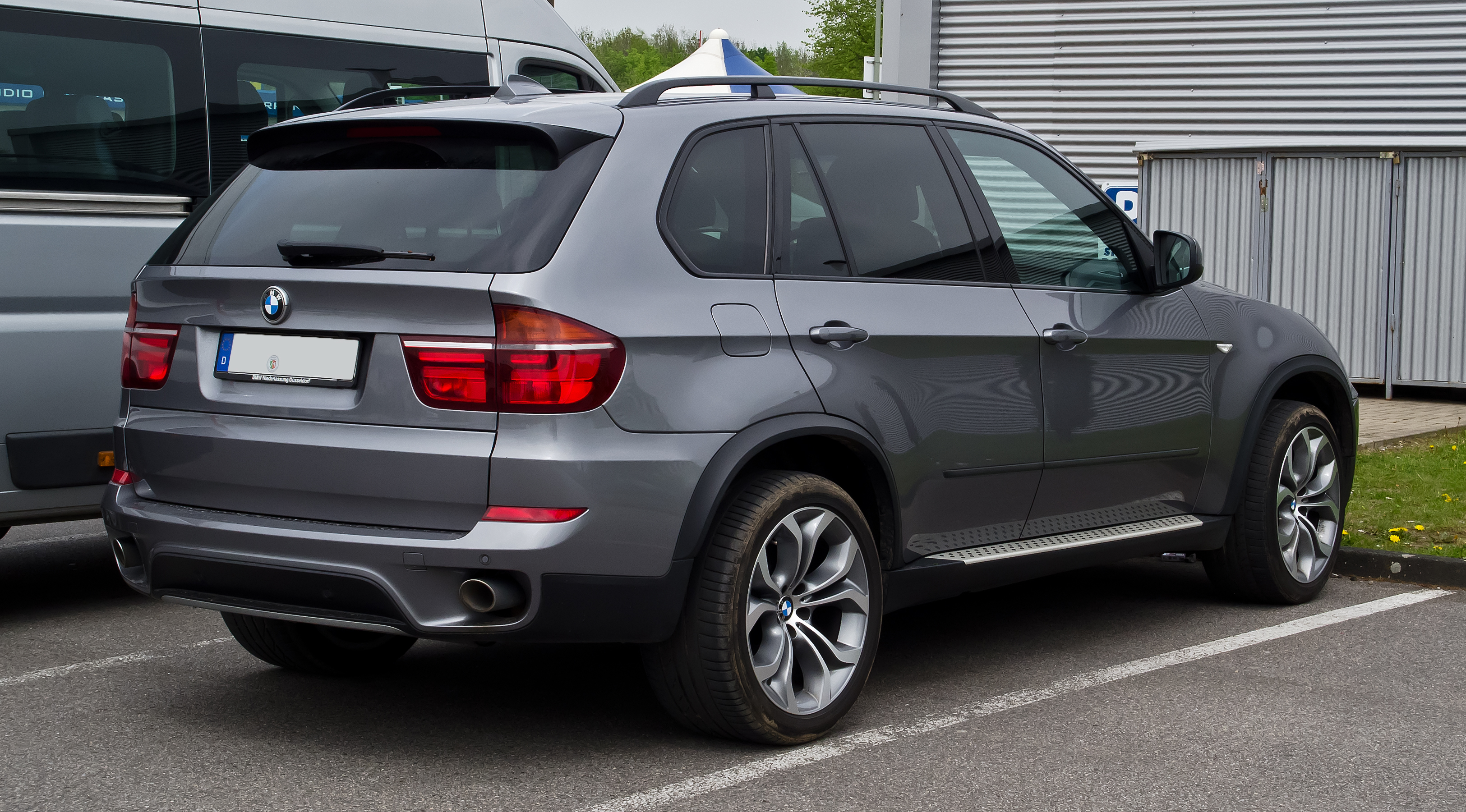
BMW X5 (2010—2013)

Влітку 2009 року вийшла BMW X5 M з передньою частиною від BMW X6. Машина здатна розігнатися від 0 до 100 кілометрів всього за 4,7 секунди. Максимальна швидкість — 250 км/год. Х5 М обладнаний 8-ма циліндрами, 6-ступеневою коробкою передач серії М, системою xDrive, системою Adaptive Drive та Dynamic Performance Control.

### Фейсліфтинг 2010
6 червня 2010 року BMW X5 модернізували. Були внесені зміни в зовнішній вигляд автомобіля.
Лінійка двигунів була повністю перероблена, де особливо варто відзначити новий рядний шестициліндровий дизельний двигун. Крім того, 6-ступінчаста автоматична коробка передач була замінена автоматичною коробкою передач з 8 передачами.
Крім того, були введені кілька систем допомоги водієві, такі як інформація Speed Limit, активний круїз-контроль і та ін.

## Двигуни

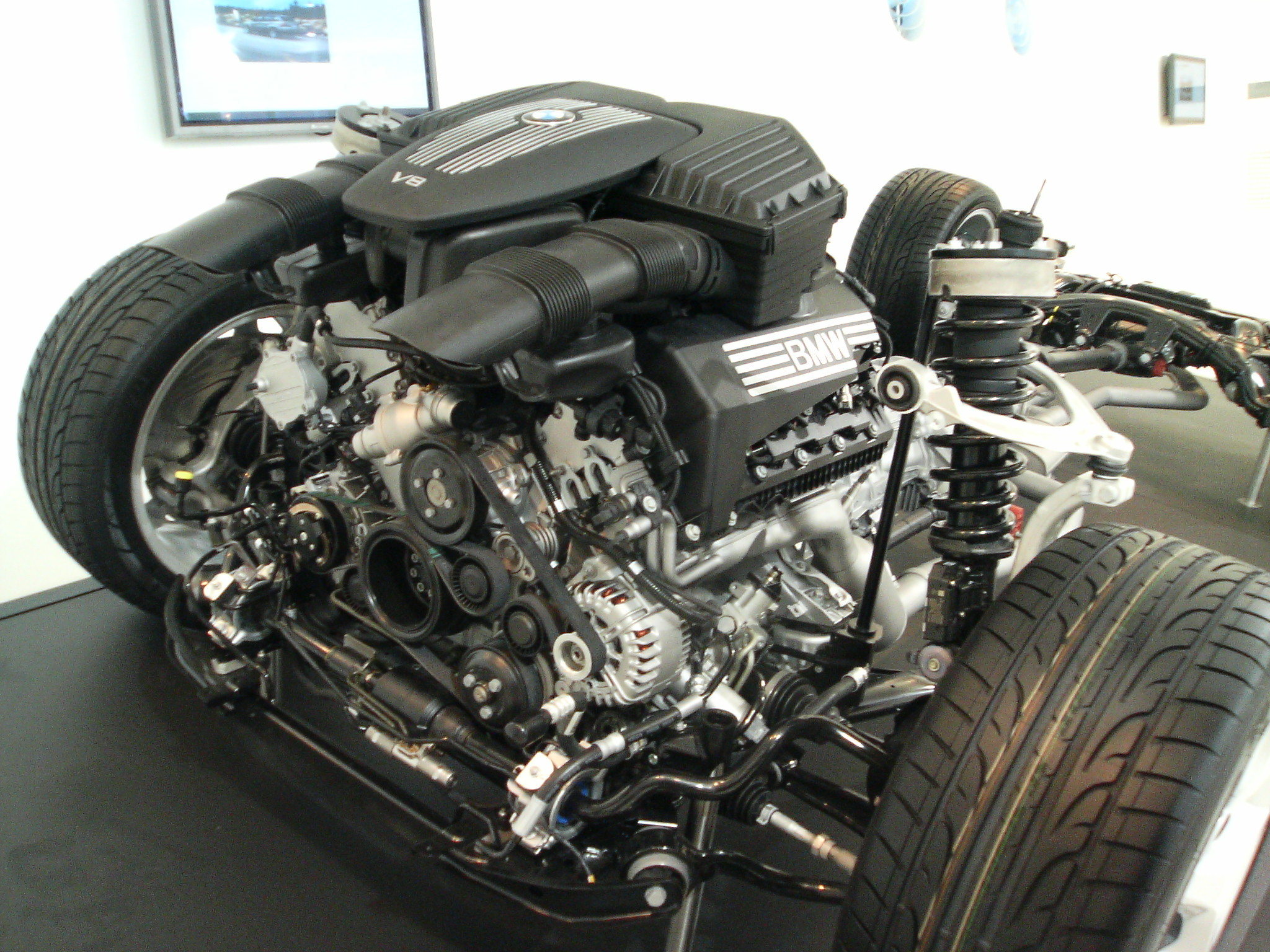
Шасі BMW X5 та двигун V8

| Модель                                                   | 3.0si                       | 4.4i/4.4i (M)                 | 4.8i           | 3.0d                        | 3.0sd                       |
| -------------------------------------------------------- | --------------------------- | ----------------------------- | -------------- | --------------------------- | --------------------------- |
| Код двигуна                                              | N52 2007-2010 N55 2011-2013 | S63                           | N63            | M57 2007-2010 N57 2011-2013 | M57 2007-2010 N57 2011-2013 |
| Об'єм, см³                                               | 2996                        | 4395                          | 4799           | 2993                        | 2993                        |
| Розміщення циліндрів                                     | Р6                          | V8                            | V8             | Р6                          | Р6                          |
| Максимальна потужність кВт(к.с.) при об./хв              | 200 (272)/6650              | 298 (407)/5500 408 (555)/6000 | 261 (355)/6300 | 173 (235)/4000              | 210 (286)/4400              |
| Максимальний обертальний момент Нм при об./хв            | 315/2750                    | 600/1750-4500 680/1500-5650   | 475/3400-3800  | 520/2000-2750               | 580/1750-2250               |
| Максимальна швидкість, км/год                            | 210                         | 240                           | 240            | 210                         | 235                         |
| Розгін 0-100 км/год, сек                                 | 8.1                         | 5.5/4.7                       | 6.5            | 8.1                         | 7.0                         |
| Затрати палива, л/100 км в місті за містом змішаний цикл | 13.7 8.2 10.2               | 17.5/19.3 9.6/10.8 12.5/13.9  | 16.9 9.2 12.0  | 10.2 6.9 8.1                | 10.3 7.0 8.2                |
| Викид CO2, г/км                                          | 244                         | 292/325                       | 286            | 214                         | 216                         |